# Tranusjön (Ore socken, Dalarna)
Tranusjön och Dammen är en sjö i Furudal i Rättviks kommun i Dalarna och ingår i Dalälvens huvudavrinningsområde. Sjön har en area på 0,779 kvadratkilometer och ligger 218,1 meter över havet. Sjön avvattnas av vattendraget Orsälven (Oreälven).

## Delavrinningsområde
Tranusjön ingår i det delavrinningsområde (678871-146399) som SMHI kallar för Utloppet av Dammen. Medelhöjden är 265 meter över havet och ytan är 12,85 kvadratkilometer. Räknas de 154 avrinningsområdena uppströms in blir den ackumulerade arean 1 206,83 kvadratkilometer. Orsälven (Oreälven) som avvattnar avrinningsområdet har biflödesordning 2, vilket innebär att vattnet flödar genom totalt 2 vattendrag innan det når havet efter 370 kilometer. Avrinningsområdet består mestadels av skog (90 procent). Avrinningsområdet har 0,78 kvadratkilometer vattenytor vilket ger det en sjöprocent på 6 procent.